# Soñadores de gloria
Soñadores de gloria è un film del 1932 scritto, prodotto, interpretato e diretto da Miguel Contreras Torres.

## Produzione
Il film fu prodotto dalla Imperial Art Films.

## Distribuzione
Il film uscì in contemporanea negli Stati Uniti e nel Messico l'8 giugno 1932, distribuito rispettivamente dalla United Artists e dalla Los Artistas Asociados.